# Chiesa della Natività di Maria Vergine (Pozzuolo Martesana)
La chiesa della Natività di Maria Vergine è la parrocchiale di Pozzuolo Martesana, in città metropolitana ed arcidiocesi di Milano; fa parte del decanato di Melzo. 

## Storia
La prima citazione di una chiesa a Pozzuolo Martesana risale al XIII secolo ed è contenuta nel Liber Notitiae Sanctorum Mediolani, in cui si legge che era dipendente dalla pieve dei Santi Gervasio e Protasio di Gorgonzola; tale situazione è confermata dalla Notitia cleri del 1398.
La chiesa fu ricostruita nel 1572 su invito dell'arcivescovo Carlo Borromeo ed eretta a parrocchiale sempre nel XVI secolo, venendo inserita nella pieve foraniale di Gorgonzola; nel 1780 i fedeli ammontavano a 1221, mentre otto anni dopo a 1289.
Nel 1842 fu edificata la nuova chiesa; dalla relazione della visita pastorale dell'arcivescovo Andrea Carlo Ferrari s'apprende che essa, avente come filiali le cappelle di San Francesco d'Assisi, della Beata Vergine Addolorata e di Sant'Ambrogio a Bisentrate, era sede della confraternita del Santissimo Sacramento.
Il 12 gennaio 1918 la parrocchia entrò a far parte del neo-eretto vicariato di Inzago, per poi essere aggregata al decanato di Melzo nel 1972.

## Descrizione

### Esterno
La neoclassica facciata a capanna della chiesa, rivolta a occidente, è scandita da quattro semicolonne tuscaniche, sorreggenti il fregio, composto da triglifi e metope abbellite da tondi, e il frontone, e presenta al centro il portale d'ingresso architravato.

### Interno
L'interno dell'edificio si compone di un vestibolo voltato a botte e della grande navata, coperta dalla cupola e scandita da lesene e colonne, sulla quale s'affacciano le cappelle laterali; al termine dell'aula si sviluppa il presbiterio, chiuso dall'abside di forma quadrata. Sulla cantoria, posta sopra il portale d'ingresso, è collocato l'organo.